# 椎野新
椎野 新（しいの あらた、1995年10月10日 - ）は、新潟県胎内市出身の元プロ野球選手（投手）。右投右打。

## 経歴

### プロ入り前
黒川サンダースで野球を始め、胎内市立黒川中学校では軟式野球部に所属した。新潟県立村上桜ヶ丘高等学校では2年生の春から公式戦に登板。2年生の秋の新潟大会3回戦･新潟県立長岡大手高等学校戦で初先発を果たし、10奪三振1失点の好投で初完投勝利(7回コールド)を収める。3年生の春から主戦を務め、春季新潟大会では38.2回8失点で10年ぶりの優勝をもたらした。初戦の新潟県立巻総合高等学校戦で18三振を奪う完封勝利を挙げる。準決勝の日本文理高校戦では142km/hを計測し、8回を3失点に抑えた。大会通算では51奪三振を記録した。北信越大会初戦の遊学館高等学校戦では、6回を投げて被安打12の内容で、1対8で敗退。3年夏の全国高等学校野球選手権新潟大会でも決勝まで進出（日本文理に5対7で敗戦）。準々決勝で新潟明訓高等学校を被安打2・18奪三振で完封するなど、4試合29.2回で34奪三振という結果を残した。
国士舘大学に進み、1年生の8月に行われた読売ジャイアンツとの交流戦では、3対5の7回裏二死一・二塁から4番手で起用され、和田恋から空振り三振を奪い無失点に抑えている。2年生の秋には対立正大学1回戦で被安打5、7奪三振で2失点初完投勝利を挙げ、チームは入替戦2回戦で東都大学リーグ二部残留を決めた。3年生の春には全カードで1回戦の先発を務める。3年生の秋に2番手投手となり、チームは12季ぶりとなるリーグ二部優勝を達成した。このシーズンは12試合（先発6、プレーオフ含む）64.1回に登板、4勝（2完投2完封）を挙げている。立正大学との優勝決定戦では被安打3、10奪三振2四死球の内容で、2対0の完封勝利を挙げる。続く入替戦全2試合にも登板したが、専修大学に2連敗を喫し、一部昇格を逃した。大学時代は公式戦で237イニングに登板して一度も故障を経験しなかった。大学での通算成績は53試合に登板して11勝（3完投2完封）21敗、267.2回、防御率1.85。1学年後輩に後にソフトバンクでもチームメイトとなる重田倫明がいる。
2017年10月26日に行われたドラフト会議では、福岡ソフトバンクホークスから4位指名を受け、契約金4500万円、年俸800万円（金額は推定）という条件で入団した。背番号は34。

### プロ入り後
2018年シーズンは5月27日の対楽天戦（福岡 ヤフオク!ドーム）に3番手として登板。2回を投げ、2安打1奪三振2失点であった。レギュラーシーズンではこの1試合のみの登板に留まったものの、ポストシーズン中の10月19日に出場選手登録された。同日の西武とのクライマックスシリーズファイナルステージ第3戦で8回裏から登板。1失点するものの2イニングで3奪三振を記録した。チームが日本シリーズに進出すると、広島との日本シリーズのロースターにも残ったもののシリーズでの登板はなかった。シーズンオフの11月19日、契約更改交渉に臨み、現状維持の年俸800万円（金額は推定）でサインした。11月25日から台湾で開催された2018アジアウインターベースボールリーグにおいて、NPBウエスタン選抜に選出され、4試合に先発登板した。
2019年、5月10日に一軍へ昇格。同日の対ロッテ戦において当季初登板を迎える。6月5日に行われたセ・パ交流戦の対中日戦で6回から2番手で登板し、リリーフ投手としてプロ初勝利を飾る。以降、中継ぎ投手陣の一角を占め、36試合に登板し、5勝2敗6ホールド、防御率3.13の成績を残す。ポストシーズンでは、巨人との日本シリーズにおいて、第4戦からベンチ入りするが出場機会はなかった。シーズンオフの12月9日、契約交渉に臨み、1800万円増の年俸2600万円（金額は推定）で契約を更改。
2020年は右肩痛の影響から一軍への昇格は7月にずれ込み、シーズン初登板は7月17日の対オリックス戦となる。7月22日の対日本ハム戦でリリーフ登板で勝利投手となるが、8月20日の対千葉ロッテ戦において、延長10回裏に暴投でサヨナラ負けを喫する。当季は怪我での出遅れもあり、12試合の登板で1勝1敗1ホールド、防御率5.73の成績だった。ポストシーズンでは、11月22日に行われた日本シリーズ第2戦の9回裏に6番手としてリリーフ登板し、1回を無失点で抑え、自身の日本シリーズ初登板を果たす。シーズンオフの12月8日、契約交渉に臨み、200万円減の年俸2400万円（金額は推定）で契約を更改した。
2021年、自身初の一軍出場機会なしに終わった。一方、ウエスタン・リーグでは9セーブを挙げ、最多セーブ投手となった。
2022年は開幕を一軍で迎えた。3月27日の対北海道日本ハムファイターズ戦（福岡PayPayドーム）で2年ぶりの一軍登板を果たした。しかし、2試合の登板のみで4月15日に登録抹消となった。6月7日に再昇格し、敗戦処理を中心に登板を重ねていたが、8月19日に新型コロナウイルスの陽性判定を受けて翌日に登録抹消となり、その後は一軍に復帰できなかった。
2023年、春季キャンプから先発として調整していたが、オープン戦での争いに敗れて二軍スタートとなった。二軍では中継ぎとして24試合に登板して防御率1.38と結果を残し、7月5日に一軍に昇格した。8月までは一軍で敗戦処理を中心に登板していたが、9月2日に登録抹消となった。その後は特例2023での昇格と降格を繰り返し、9月26日に登録抹消となったことを最後に一軍から遠ざかった。最終的に一軍では11試合の登板で、0勝1敗、防御率3.86に終わり、10月28日に戦力外通告を受け、11月30日までに現役引退を決断した。

### 現役引退後
2024年からはソフトバンクの三軍打撃投手兼三軍スタッフを務める。

## 選手としての特徴・人物
- 二軍ではプロ入り後の最速152km/hを計測[14]。制球力に優れ、幼少の頃に雪合戦で培ったと述べている[6]。
- 2020年11月11日に一般女性と結婚した[31]。

## 詳細情報

### 年度別投手成績
| 年 度     | 球 団        | 登 板 | 先 発 | 完 投 | 完 封 | 無 四 球 | 勝 利 | 敗 戦 | セ 丨 ブ | ホ 丨 ル ド | 勝 率 | 打 者 | 投 球 回 | 被 安 打 | 被 本 塁 打 | 与 四 球 | 敬 遠 | 与 死 球 | 奪 三 振 | 暴 投 | ボ 丨 ク | 失 点 | 自 責 点 | 防 御 率 | W H I P |
| --------- | ------------ | ----- | ----- | ----- | ----- | -------- | ----- | ----- | -------- | ----------- | ----- | ----- | -------- | -------- | ----------- | -------- | ----- | -------- | -------- | ----- | -------- | ----- | -------- | -------- | ------- |
| 2018      | ソフトバンク | 1     | 0     | 0     | 0     | 0        | 0     | 0     | 0        | 0           | ----  | 8     | 2.0      | 2        | 1           | 0        | 0     | 0        | 1        | 0     | 0        | 2     | 2        | 9.00     | 1.00    |
| 2019      | ソフトバンク | 36    | 1     | 0     | 0     | 0        | 5     | 2     | 0        | 6           | .714  | 206   | 46.0     | 37       | 5           | 31       | 2     | 2        | 49       | 2     | 0        | 20    | 16       | 3.13     | 1.48    |
| 2020      | ソフトバンク | 12    | 0     | 0     | 0     | 0        | 1     | 1     | 0        | 1           | .500  | 49    | 11.0     | 12       | 1           | 5        | 0     | 0        | 13       | 1     | 0        | 7     | 7        | 5.73     | 1.55    |
| 2022      | ソフトバンク | 18    | 0     | 0     | 0     | 0        | 0     | 0     | 0        | 1           | ----  | 109   | 24.2     | 25       | 2           | 14       | 1     | 1        | 21       | 1     | 0        | 11    | 11       | 4.01     | 1.58    |
| 2023      | ソフトバンク | 11    | 0     | 0     | 0     | 0        | 0     | 1     | 0        | 0           | .000  | 73    | 16.1     | 17       | 1           | 9        | 2     | 0        | 17       | 1     | 0        | 9     | 7        | 3.86     | 1.59    |
| 通算：5年 | 通算：5年    | 78    | 1     | 0     | 0     | 0        | 6     | 4     | 0        | 8           | .600  | 445   | 100.0    | 93       | 10          | 59       | 5     | 3        | 101      | 5     | 0        | 49    | 43       | 3.87     | 1.52    |

### 年度別守備成績
| 年 度 | 球 団        | 投手  | 投手  | 投手  | 投手  | 投手  | 投手     |
| 年 度 | 球 団        | 試 合 | 刺 殺 | 補 殺 | 失 策 | 併 殺 | 守 備 率 |
| ----- | ------------ | ----- | ----- | ----- | ----- | ----- | -------- |
| 2018  | ソフトバンク | 1     | 0     | 0     | 0     | 0     | ----     |
| 2019  | ソフトバンク | 36    | 2     | 6     | 0     | 0     | 1.000    |
| 2020  | ソフトバンク | 12    | 1     | 2     | 0     | 1     | 1.000    |
| 2022  | ソフトバンク | 18    | 1     | 2     | 1     | 0     | .750     |
| 2023  | ソフトバンク | 11    | 0     | 1     | 0     | 0     | 1.000    |
| 通算  | 通算         | 78    | 4     | 11    | 1     | 1     | .938     |

### 記録
初記録
- 初登板：2018年5月27日、対東北楽天ゴールデンイーグルス12回戦（福岡 ヤフオク!ドーム）、8回表に3番手で救援登板、2回2失点
- 初奪三振：同上、9回表にカルロス・ペゲーロから空振り三振
- 初先発登板：2019年5月14日、対埼玉西武ライオンズ7回戦（北九州市民球場）、2回0/3 5失点で敗戦投手
- 初ホールド：2019年5月30日、対オリックス・バファローズ12回戦（京セラドーム大阪）、4回裏に2番手で救援登板、2回無失点
- 初勝利：2019年6月5日、対中日ドラゴンズ2回戦（福岡 ヤフオク!ドーム）、6回表に2番手で救援登板、1回無失点

### 背番号
- 34（2018年[8] - 2023年）
- 203（2024年 - ）

### 登場曲
- 「その日は必ず来る」DREAMS COME TRUE（2018年）
- 「Wicked Wonderland」Martin Tungevaag（2018年）
- 「もったいないとらんど」きゃりーぱみゅぱみゅ（2019年 - ）
- 「キミに100パーセント」きゃりーぱみゅぱみゅ（2019年）
- 「Siren」ソンミ（2019年）
- 「マッチョアネーム?」街雄鳴造（石川界人）（2020年）
- 「Bad guy」Billie Eilish（2020年）
- 「The Spectre」Alan Walker（2021年 - ）
- 「CHILDAYS (Prod.NoKi)」BLOOM VASE（2021年 - ）
- 「Battle Scars」Lupe Fiasco & Guy Sebastian（2022年）
- 「abcdefu」GAYLE（2022年）
- 「Circle Up」Party Favor（2022年）
- 「夢物語」ベリーグッドマン（2023年）
- 「the Rumbling」SiM（2023年）